# Best of Factory
Best of Factory är ett samlingsalbum av den svenska rockgruppen Factory, utgivet på CBS Records 1989.

## Låtlista
1. "Efter plugget"
2. "Så e' livet"
3. "Paula, två år"
4. "Vi sticker - här blir inga barn gjorda"
5. "Poängsamling"
6. "Du kan sova gott inatt"
7. "Lumpna funderingar"
8. "Lagt kort ligger"
9. "Mörkrädd"
10. "Är det konstigt att man är rädd"
11. "Ja vill ha nån"
12. "Remix: Plastic" (remix: Michael B. Tretow)
13. "In i dimman"
14. "Kuddsnack"
15. "Face to Face"
16. "Ultra Box"
17. "Remix: Efter plugget" (remix: Emil Hellman, StoneBridge)

### Fotnoter
1. ↑  ”Best of Factory”. Discogs.com. http://www.discogs.com/Factory-Best-Of-Factory/release/1369720. Läst 13 december 2012.